# 国民議会 (バーレーン)
国民議会（こくみんぎかい、英語: National Assembly）は、バーレーンの立法府である。

## 概要
上院に相当する諮問院と下院に相当する代議院の両院で構成する。